# テスカトリポカ

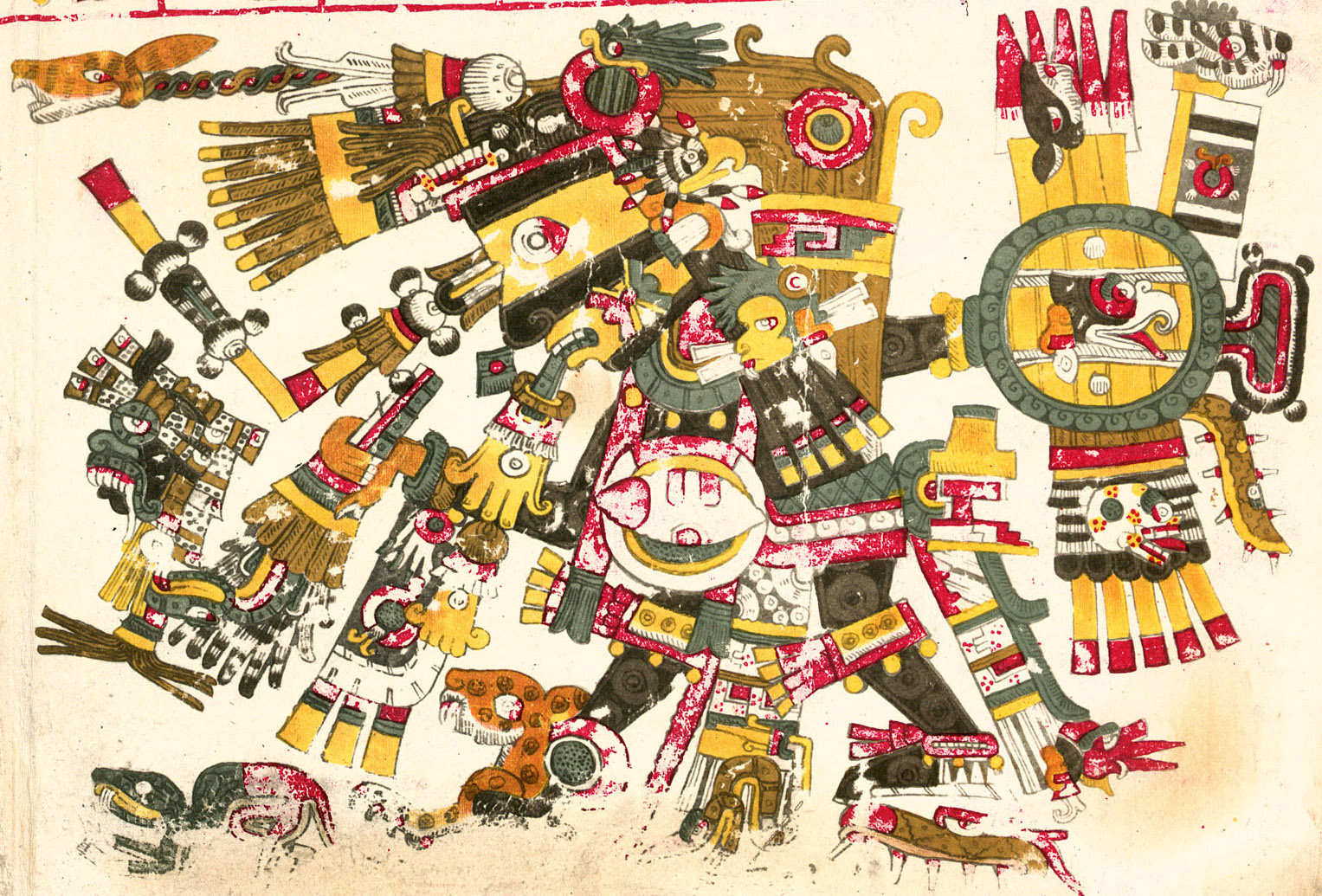
黒いテスカトリポカ（『ボルジア絵文書』）。

テスカトリポカ（Tezcatlipoca）は、アステカ神話における主要な神の一つである。大熊座の神であり、夜空の神であり、アステカ民族の神殿に祀られた。

## 概要
神々の中で最も大きな力を持つとされ、キリスト教の宣教師たちによって悪魔とされた。Tezcatlipoca は、ナワトル語で tezcatl （鏡）、poca （煙る）という言葉から成り、従ってその名は「煙を吐く鏡」を意味する。鏡とは、メソアメリカ一帯で儀式に使用された黒曜石の鏡のことを示す。

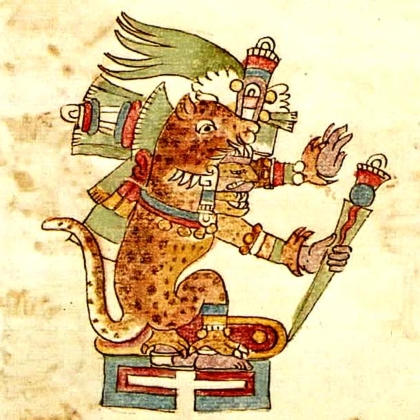
テスカトリポカの化身の一つ「テペヨロトル」。

その神性は、夜の空、夜の風、北の方角、大地、黒耀石、敵意、不和、支配、予言、誘惑、魔術、美、戦争や争いといった幅広い概念と関連付けられている。この神の持つ多くの別名は神性の異なる側面を示している。Moyocoyani （モヨコヤニ、自らを創造する者）、Titlacauan （ティトラカワン、我らは彼の奴隷）、Ipalnemoani （イパルネモアニ、我らを生かしている者）、Necoc Yaotl （ネコク・ヤオトル、両方の敵）、Tloque Nahuaque （トロケ・ナワケ、近くにいる者傍らにいる者の王）、 Yohualli Ehecatl （ヨワリ・エエカトル、夜の風）、Ome acatl （オメ・アカトル、2の葦）、Ilhuicahua Tlalticpaque （イルウィカワ・トラルティクパケ、天と地の所有者）などである。
赤、青、白、黒の4兄弟神があり、それぞれテスカトリポカと呼ばれるが、黒神が特にこの名で呼ばれている。眼には見えず、夜、猫の姿をかりて徘徊する。また火の発明者、太陽神、強酒の発見者などともいわれ、人間のいけにえを求めたともいわれる。

通常テスカトリポカは、身体は黒く、顔に黒と黄色の縞模様を塗った姿として描かれ、しばしば右足が黒耀石の鏡か蛇に置き換わった姿で表現される。これはアステカの創世神話において大地の怪物と戦い、右足を失ったことを表している。時として胸の上に鏡が置かれ、鏡から煙が生じている様子で描かれる場合もある。
テスカトリポカのナワルはジャガーであり、神性のジャガー的な側面が Tepeyollotl （テペヨロトル、山の心臓）という神とされる。
アステカの祭祀暦であるトナルポワリ暦でテスカトリポカはトレセーナ「1のオセロトル（ジャガー）」を司り、またアカトル（葦）の日の支配者である 。
テスカトリポカの姿はオルメカ人やマヤ人に信仰された初期のメソアメリカの神々を思い起こさせる。いくつかの類似点が、マヤ神話の『ポポル・ヴフ』に書かれたキチェ族の神に存在する。ポポル・ヴフの中心的な神は、トヒル という黒耀石を意味する名であり、生贄を要求する神であった。また、古典期マヤの統治と雷の神である「神K」は、煙を出す黒耀石のナイフを額につけ、片足が蛇に置き換わった姿で描かれている。

## ケツァルコアトルとテスカトリポカ

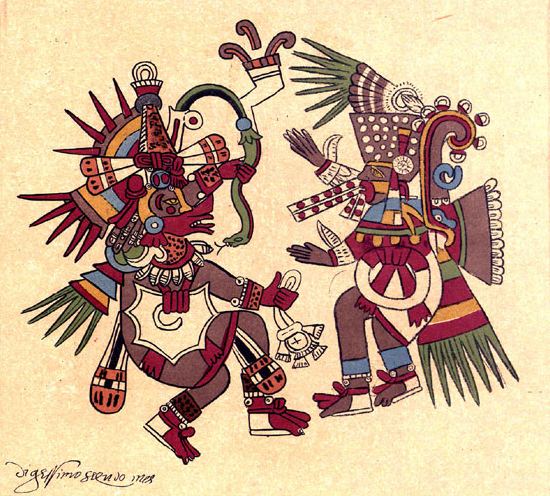
ケツァルコアトルとテスカトリポカ（『ボルボニクス絵文書』）。

テスカトリポカはしばしば、アステカの文化英雄である神ケツァルコアトルのライバルとされる。創世神話の一つ「5つの太陽」において、
最初の世界はテスカトリポカが太陽として支配していたが、52年周期が13回経過した（676年）後、ケツァルコアトルによってテスカトリポカは大きな棒で殴られ水の中に放り込まれ、太陽の座を交代した。そこで彼はジャガーに変身して水から飛び出し、世界に住んでいた巨人を皆殺しにしてしまった。
2番目の世界はケツァルコアトルが太陽として支配したが、52年周期が13回経過した（676年）後、ジャガーに変身したテスカトリポカが現れケツァルコアトルを蹴り、太陽の座から追い落とした。この世界に住んでいた者たちを強い風が運び去り、一部の残った者も猿に変身させられた。
3番目の世界はトラロックが太陽として支配したが、52年周期が7回経過した（364年）後、ケツァルコアトルが天から火の雨を降らせ、トラロックを太陽の座から引き摺り下ろした。
4番目の世界はチャルチウィトリクエが太陽として支配したが、大洪水によりこの世界に住む者は流され魚に姿を変えられた。今の世界は第5の世界に当たる。
別の創世神話においては、テスカトリポカ、ケツァルコアトル、ウィツィロポチトリ、シペ・トテックの4人の神が世界を創世したとされた。彼らはそれぞれ黒、白、青、赤のテスカトリポカと言われた。4人のテスカトリポカは、男女の二元性を表す始原神オメテクトリとオメシワトルの息子であり、世界と人と同様に、他の全ての神の創造者である。
ケツァルコアトルとテスカトリポカの対立関係は、テスカトリポカがケツァルコアトルを騙し、トゥーラの支配者の地位から追いやったトピルツィン・ケツァルコアトルの伝説においても語られている。しかし、興味深いことはケツァルコアトルとテスカトリポカは共同で異なるものを創造し、両者とも生命の創造に関与したと見られることである。メソアメリカ地域宗教の専門家カール・タウベとメアリ・ミラーは、「何よりもテスカトリポカは衝突を通じての変化を具現化した存在である」と説明している。
テスカトリポカは『ボルジア絵文書』(en)の最初のページにトナルポワリ暦における20日の象徴を身につけた姿で表されている。コスピ絵文書では闇の精霊とされ、ラウド絵文書でも同様である。テスカトリポカ信仰は王権と関連付けられる。王の儀式において最も長く最も敬虔な祈りの対象であり、即位の演説の際にしばしば言及されたほどである。テスカトリポカの神殿はテノチティトランの祭祀区域のなかにあったとされる。

## テスカトリポカの祭祀

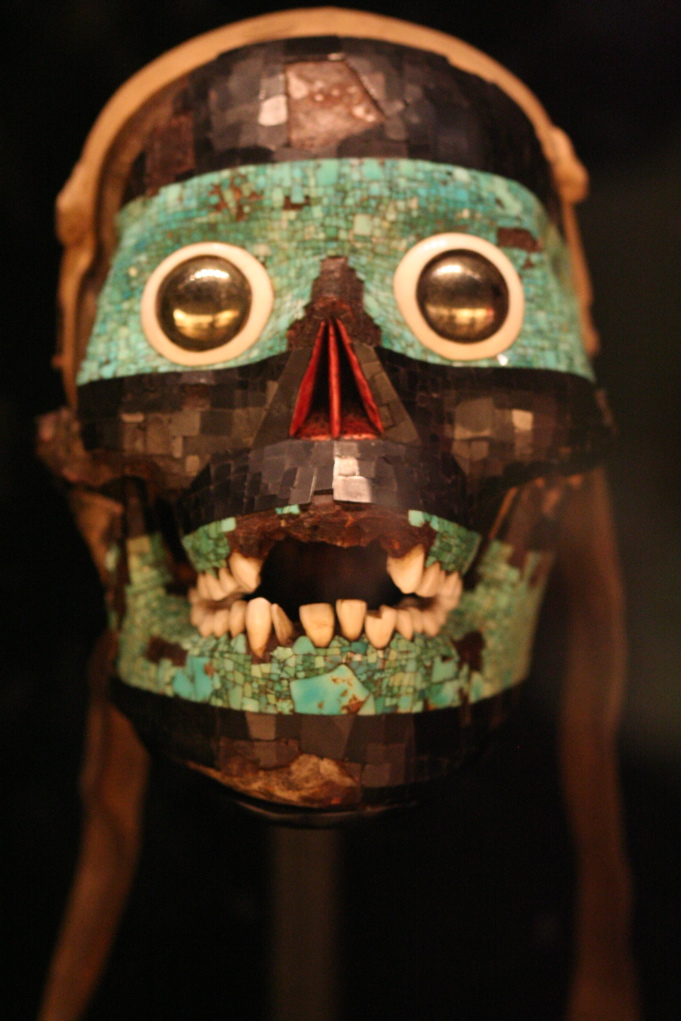
テスカトリポカの仮面（大英博物館）。

テスカトリポカの祭祀は、アステカ太陽暦の5番目の月である Toxcatl （トシュカトル、乾燥）の期間に行われた。祭りの準備は1年前から行われ、神官によってテスカトリポカによく似た若い男性が選ばれた。祭りまでの一年間、男性は宝石を身につけ8人の従者をつけられ、神のような生活を送った。最後の1週間に歌い踊り大いに食べ、4人の若い女性と結婚した。祭り当日、男性は神本人の如く崇められ、自ら神殿の階段を昇り、神官はその胸を切り裂き心臓を取り出し太陽への生贄とした。生贄の死の直後、翌年の祭りのために新しい犠牲者が選ばれた。9番目の月の祭りである Miccailhuitontli （ミッカイルウィトントリ、死の小祝宴） 、15番目の月の祭りである Panquetzaliztli （パンケツァリストリ、旗の掲揚）においても祭られた。
大英博物館に、テスカトリポカを表したと考えられる人間の頭蓋骨を基材にした黒曜石と翡翠のモザイクのマスクが所蔵されている。マスクは1400年から1521年の間に製作されたと見られる。メキシコで発見され、1860年代にヘンリー・クリスティによって大英博物館に寄付された。モザイクのはめ石はターコイズと亜炭で作られ、その目は貝のリングと黄鉄鉱でできている。それらは30歳代と見られる人間の頭蓋骨の上に直接配置された。歯は頭蓋骨そのままのものだが、上前歯4本が無くなっている。頭蓋骨の後ろの部分は切断され、革が張られていた。頭蓋骨と顎の部分は革でつながれており、動かすことができる。大きさは高さ19.5センチメートル、幅12.5センチメートルである。おそらく着用者の腰の部分につけられたと思われる。マスクの発見場所は知られていないが、高位の神官か皇帝自身が使用したと考えられている。

## 神話におけるテスカトリポカ
アステカ創造神話の一つに、テスカトリポカとケツァルコアトルが力をあわせて世界を創造したという伝説がある。創世が行われる前には、2神の前には海しかなく、Cipactli （シパクトリ、ワニの女神）と呼ばれる大地の怪物がいた。怪物をひきつけるためにテスカトリポカは自らの足を餌にし、怪物はその足を食らった。2神は怪物を捕らえ、その身体から大地を作った。その後、人間が創造され、人々はシパクトリの苦痛を慰めるため生贄を捧げることになった。この伝説によって、テスカトリポカは片足がない姿で表される。
一方で他の創世神話において、テスカトリポカが太陽として世界を支配することになったが、ケツァルコアトルは宇宙を敵に支配されることに我慢ができず、テスカトリポカを打ちのめし空から追いやった。怒ったテスカトリポカはジャガーに姿を変え、世界を滅ぼした。ケツァルコアトルは太陽の座をテスカトリポカと替わり、世界の2番目の時代を開始する。
テスカトリポカはケツァルコアトルを打ち倒し、テスカトリポカの送った強風は世界を荒廃させ、生き残った人間は猿に変身させられた。雨の神トラロックが3番目の時代の世界の太陽となったが、ケツァルコアトルが世界を再び滅ぼす火を送り、生き残った人間は鳥に変身させられた。4番目の時代の世界は水の女神チャルチウィトリクエが太陽となったが、大洪水に破壊され、生き残った人間は魚に姿を変えられた。